# 陈检罗
陈检罗（？—），长沙市公安局国保支队四大队队长。因其于2015年在区少坤涉嫖事件中所起的作用而受到媒体与公众的广泛关注。
区少坤涉嫖事件发生后，区少坤对媒体表示，自己此次在长沙“被嫖娼”，始因长沙腾创文化传媒有限公司总经理陈佳罗的热情联络，并向警方和媒体公众提供了陈姓老板的电话。后经网友人肉搜索发现，此次事件中的陈佳罗即为长沙市公安局国保支队四大队队长陈检罗。据媒体报道，陈检罗既是长沙腾创文化传播有限公司总经理，又是沙万兆投资咨询有限公司、潇湘通信息技术有限公司、湖南和嘉信息技术有限公司的总经理或经理，而后三个公司与第一个公司均有密切关联。
面对公众对陈检罗在区少坤涉嫖事件中的作用猜测、对陈检罗个人身份的起底、对陈检罗的公司涉嫌垄断经营质疑，长沙市有关部门迟迟不作回应。